# Anne-Catharina Vestly
Anne-Catharina Vestly, connue aussi sous le nom Anne-Cath. Vestly, née le 15 février 1920 à Rena et morte le 15 décembre 2008  à Mjøndalen, est une actrice et auteure de livres pour enfants norvégienne.

## Biographie
Anne-Catharina Vestly obtient le prix Brage en 1995.

## Œuvres traduites en français
- Aurore, la petite fille du bâtiment Z [« Aurora i blokk Z »], ill. d’Heinrich Heisters, trad. d’Édith Vincent, Paris, Éditions de l'amitié-G.T. Rageot, coll. Bibliothèque de l'amitié, 1974, 150 p.  (ISBN 2-7002-0038-1)
- Aurore et la petite auto bleue [« Aurora og den vesle blå bilen »], ill. de Françoise Boudignon, couverture W. Miller-Magnum, trad. d’Édith Vincent, Paris, Éditions de l'amitié-G.T. Rageot, coll. Bibliothèque de l'amitié, no 108, 1975, 154 p.  (ISBN 2-7002-0075-6)
- Bon voyage Aurore [« Aurora på hurtigruten »], ill. de Françoise Boudignon, trad. d’Anne-Marie Estienne, Paris, Éditions de l'amitié-G.T. Rageot, coll. Bibliothèque de l'amitié, 1977, 154 p.  (ISBN 2-7002-0111-6)
- Alexandre Zim Boum Boum [« Ole Aleksander Filibom-Bom-Bom »], ill. d’Heinrich Heisters, trad. d’Édith Vincent, Paris, Éditions de l'amitié-G.T. Rageot, coll. « Ma première amitié », 1978, 59 p.  (ISBN 2-7002-0114-0)